# Ancistrodes (Plantae)
Ancistrodes, rod pravih mahovina iz reda Hypnales i porodice Meteoriaceae., ili po drugim izvorima iz reda Hookeriales i porodice Saulomataceae.
Jedina vrsta u njemu je A. genuflexa iz Čilea.